# Diocesi di Elepla
La diocesi di Elepla (in latino Dioecesis Eleplensis) è una sede soppressa e sede titolare della Chiesa cattolica.

## Storia
Elepla, identificabile oggi con Niebla in Andalusia, è il nome visigotico della città romana di Ilipla. Fu un'antica sede episcopale della Spagna, nella provincia della Betica, suffraganea dell'arcidiocesi di Siviglia.
Non si conosce con esattezza la data di fondazione della diocesi: primo vescovo conosciuto è Vincomalos, il cui epitaffio, scoperto a Bonares nei pressi di Elepla, gli assegna 43 anni di episcopato, dal 466 al 509. Gli altri vescovi di Elepla sono noti per la loro partecipazione di concili di Toledo in epoca visigota: tra questi si segnala Giovanni, che nel 636 assistette agli ultimi momenti di vita del proprio metropolita, Isidoro di Siviglia.
Durante l'occupazione musulmana della penisola iberica, la diocesi sopravvisse, come documentano le liste delle sedi episcopali spagnole dell'alto medioevo, nelle quali la diocesi è nota con i nomi di Erepla, Arepla, Enebla o Lebla. Risale a questo periodo il martirio del diacono Walabonsus e della monaca Maria, nativi di Elepla e morti a Cordova nell'851. L'arrivo degli Almohadi nel XII secolo pose fine all'esistenza della diocesi: la città fu conquistata nel 1154 e l'ultimo vescovo, di cui non si conosce il nome, si rifugiò a Siviglia.
Con la reconquista della regione nel 1262, la diocesi non venne restaurata e il suo territorio integrato in quello dell'arcidiocesi di Siviglia. Il territorio dell'antica diocesi oggi è nella sua totalità compreso in quello della diocesi di Huelva, eretta nel 1953.
Dal 1969 Elepla è annoverata tra le sedi vescovili titolari della Chiesa cattolica; la sede è vacante dal 3 dicembre 2024.

## Cronotassi

### Vescovi residenti
- Vincomalos † (466 - 2 febbraio 509 deceduto)
- Basilio † (prima del 589 - dopo il 590)
- Giovanni † (prima del 633 - dopo il 646)
- Servando † (menzionato nel 653)
- Geta † (prima del 681 - dopo il 688)
- Pápulo † (menzionato nel 693)
- Anonimo † (menzionato nel 1154)

### Vescovi titolari
- Luis Almarcha Hernández † (4 aprile 1970 - 11 dicembre 1970 dimesso)
- Ciro Alfonso Gómez Serrano † (24 luglio 1972 - 25 ottobre 1975 succeduto vescovo di Socorro e San Gil)
- Pablo Ervin Schmitz Simon, O.F.M.Cap. (22 giugno 1984 - 30 novembre 2017 nominato vescovo di Bluefields)
- Jesús Vidal Chamorro (29 dicembre 2017 - 3 dicembre 2024 nominato vescovo di Segovia)